# Team Developer
Team Developerは、米グプタ社(2016年にOpenText社により買収)が開発した統合開発環境である。現行バージョンは.NET対応のTeam Developer 7.4である。プログラミング言語はCベースの独自オブジェクト指向言語SALを採用している。最初のバージョンはSQLWindowsという名前で、文字どおり関係データベースへの接続性と容易なGUI開発による生産性の高さを売りとしている。.NET開発機能では C/S のソースを使用し、WPFのデスクトップアプリやブラウザアプリを開発することができる。

## 歴史
- 1988年、最初のバージョンであるSQLWindows 1.0がMicrosoft Windows 2.0およびWindows/386向けにリリースされる。
- 1996年、32bitのバージョンである、Centura Team Developer 1.0がリリースされる。
- 2003年、Gupta Team Developer 3.0がリリースされる。
- 2004年、Gupta Team Developer 3.1がリリースされる。
- 2006年、Gupta Team Developer 2005がリリースされる。
- 2007年、米グプタ社が米Unify社と統合。
- 2008年、Unify Team Developer 5.1がリリースされる。
- 2009年、Unify Team Developer 4.2がリリースされる。
- 2011年、Unify Team Developer 6.0 .NETがリリースされる。
- 2012年、米Unify社が米グプタ社に社名変更。Gupta Team Developer 6.1 .NETがリリースされる。
- 2015年、Gupta Team Developer 6.2 .NETがリリースされる。
- 2016年、Gupta Team Developer 6.3 .NETがリリースされる。
- 2016年、米グプタ社がOpenText社に買収される。
- 2017年、OpenText | Gupta Team Developer 7.0がリリースされる。
- 2018年、OpenText | Gupta Team Developer 7.1がリリースされる。
- 2019年、OpenText | Gupta Team Developer 7.2がリリースされる。
- 2020年、OpenText | Gupta Team Developer 7.3がリリースされる。
- 2021年、OpenText | Gupta Team Developer 7.4がリリースされる。